# ウィレム・フレデリック (ナッサウ＝ディーツ侯)

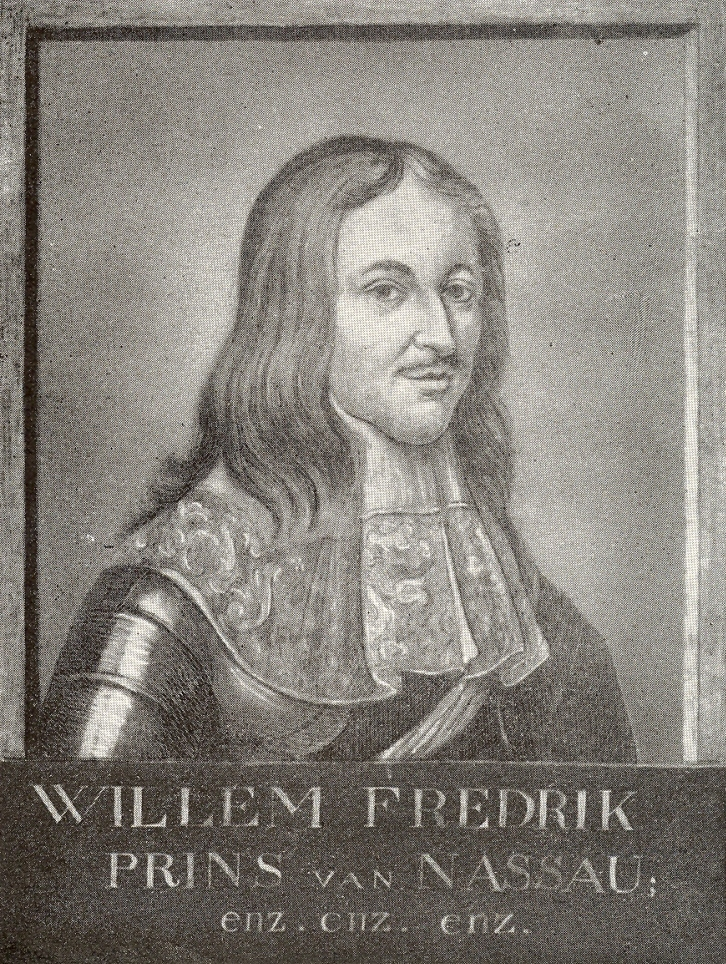
ナッサウ＝ディーツ侯ウィレム・フレデリック

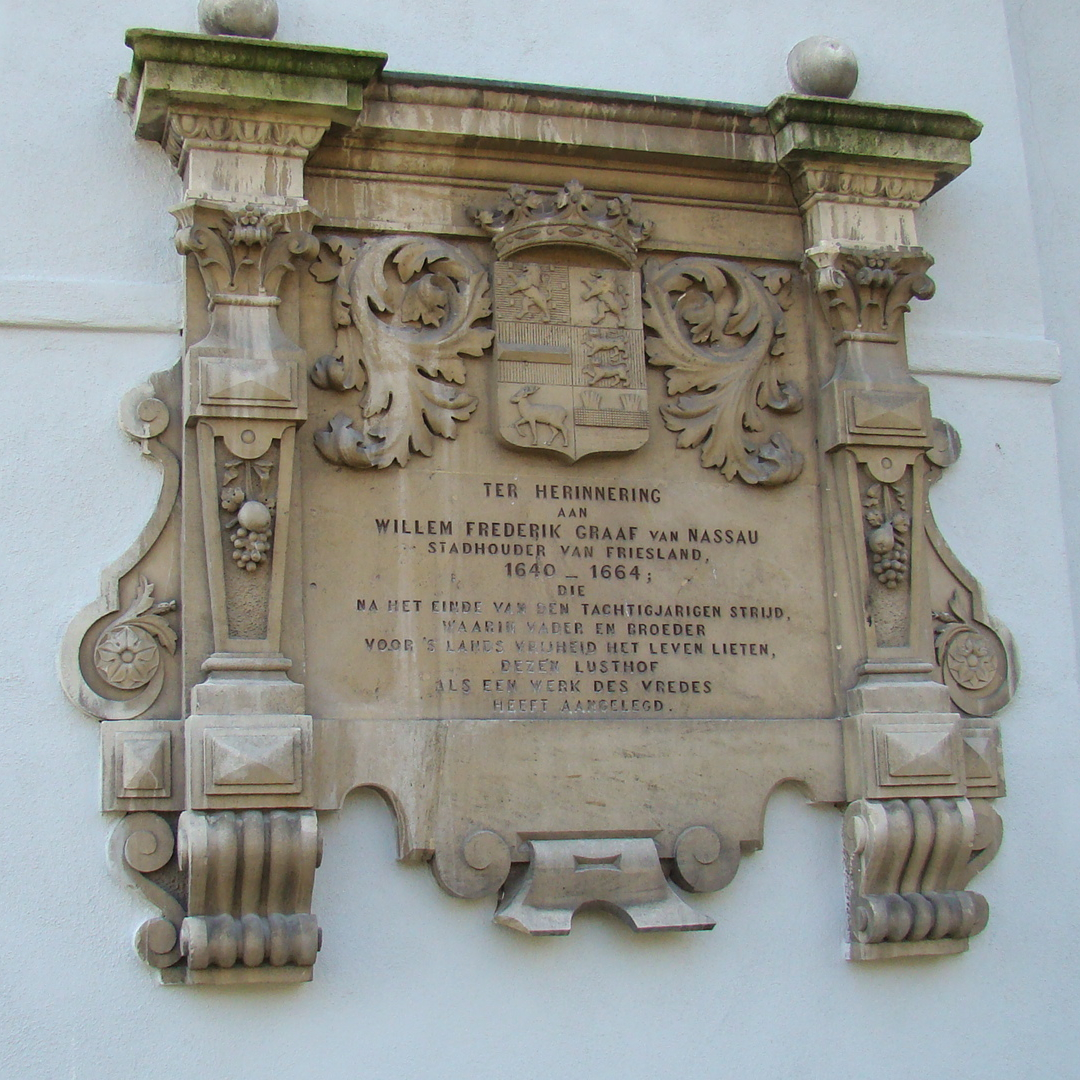
レーワルデン市にあるウィレム・フレデリックの記念額

ウィレム・フレデリックまたはヴィルヘルム・フリードリヒ（蘭:Willem Frederik van Nassau-Dietz；独:Wilhelm Friedrich von Nassau-Dietz, 1613年8月7日 - 1664年10月31日）は、ナッサウ＝ディーツ伯（在位：1640年 - 1654年）、ナッサウ＝ディーツ侯（在位：1654年 - 1664年）、フリースラント州、フローニンゲン州、ドレンテ州の総督。

## 生涯
ナッサウ＝ディーツ伯エルンスト・カシミールとその妻でブラウンシュヴァイク＝ヴォルフェンビュッテル公ハインリヒ・ユリウスの娘であるゾフィー・ヘートヴィヒの間の息子として生まれた。
1640年に兄のヘンドリック・カシミール1世が28歳で戦死すると、フリースラント州など3州の総督職を受け継いだが、フローニンゲン州の州都とその郊外、及びドレンテ州は同族のホラント州総督・オラニエ公フレデリック・ヘンドリックの実質的な支配下に置かれたため、ウィレム・フレデリックと母親のゾフィーは非常に不快な思いをした。ウィレム・フレデリックは州総督としてある程度の権力を有していたものの、すべてが思い通りになるわけではなく、嫌いな人々にいい顔をし、自分と息子の間の総督職の世襲権（survivance）を認めてもらうために不可欠な州民の支持を獲得せねばならなかった。
フレデリック・ヘンドリックが長生きをしたために、ウィレム・フレデリックのフリースラント総督としての権限は非常に限定的な状態のままであった。フレデリック・ヘンドリックが死に、その息子ウィレム2世が後を継ぐにおよび、ようやくウィレム・フレデリックはホラント州政府の束縛から解放され、政治的に自由になることが出来た。彼はアムステルダム宮廷に対する陰謀を企てたが失敗した。オラニエ公ウィレム2世とウィレム・フレデリックは協力してアムステルダムを包囲したこともあった。
ウィレム2世が若くして急死すると、ウィレム・フレデリックはネーデルラント連邦議会に対し、覇権州であるホラント州の総督職を自分に与えるよう提案した。また、彼は生まれてまもないウィレム3世の後見人の地位と海軍提督の職を得ようとしたが、上手くいかなかった。フローニンゲン州とドレンテ州に対する支配権は完全に回復したものの、ホラント州総督の摂政の地位を逃したことでウィレム・フレデリックには不満が残った。
ウィレム・フレデリックはオラニエ派と反オラニエ派との抗争では、どっちつかずな役割を演じた。彼はフレデリック・ヘンドリックの次女アルベルティーネ・アグネスを妻に迎えており、ナッサウ諸家の本家であるオラニエ公家とは非常に親密だというもっぱらの評判で、さらに同族で義理の叔父という立場から幼いウィレム3世の後見人になることを主張していた。しかし同時に彼はホラント州の等族たちと常に連携しており、ヨハン・デ・ウィットとコルネリス・デ・ウィットの兄弟と友人関係を築こうとしていた。共和派へのすり寄りは元帥の地位を得るための方便だったが、オラニエ派はウィレム・フレデリックの元帥就任を阻み、代わりに彼にはオーファーアイセル州の州総督職を割り当てた。
ウィレム・フレデリックに篤い忠誠を誓っていたのは北部の2州、フリースラント州とフローニンゲン州だけであり、1659年に彼が息子のヘンドリック・カシミール2世を3州の総督職の後継者と認めさせたとき、ドレンテ州の等族の間ではわずかな支持しか得られなかった。5年後の1664年、支配下の州とミュンスター司教クリストフ・ベルンハルト・フォン・ガレンとの間で紛争が起きたとき、ウィレム・フレデリックは貧弱な州兵軍の指揮権を委ねられ、州兵を率いてミュンスター司教領の保塁を占拠した。しかし、この紛争で彼が得たのは州の最高司令官の地位だけで、他に格別の栄誉は無かった。
この時の紛争は短期間に終わったが、ウィレム・フレデリックはこの際に銃の暴発により致命傷を負った。彼は5月31日に日和見主義者という評判を拭えないまま亡くなった。
ウィレム・フレデリックは1654年、同族のナッサウ＝ハダマール家及びナッサウ＝ジーゲン家と一緒に神聖ローマ帝国の帝国諸侯（フュルスト）に昇格したが、この陞爵は彼が期待したほどネーデルラント連邦共和国における政治的影響力の増幅には役立たなかった。

## 子女
妻アルベルティーネ・アグネスとの間に1男2女の3人の子供をもうけた。
- アマーリア（1655年 - 1695年） - 1690年、ザクセン＝アイゼナハ公ヨハン・ヴィルヘルムと結婚
- ヘンドリック・カシミール2世（1657年 - 1696年） - ナッサウ＝ディーツ侯
- ソフィア・ヘドウィヒ（1664年 - 1667年）